# Elecciones parlamentarias de Afganistán de 2005

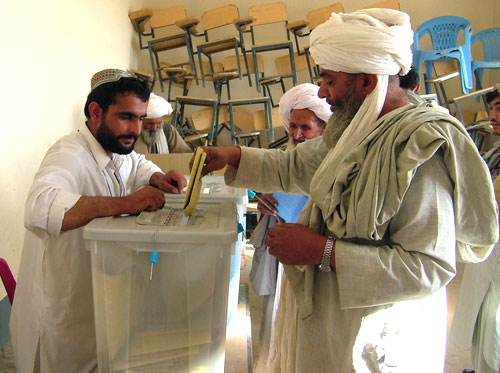
Un ciudadano afgano votando en un local de Lashkar Gah, capital de la provincia de Helmand.

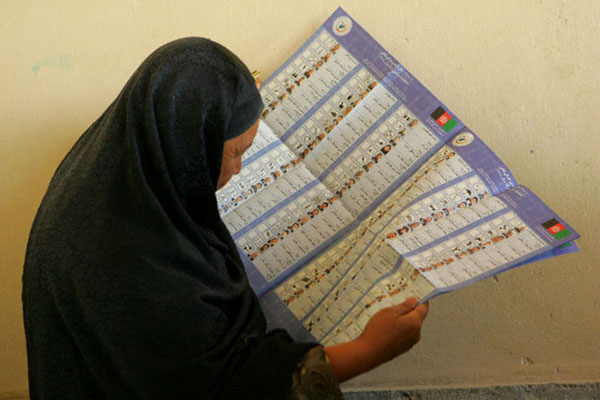
Una mujer afgana revisa un voto durante las elecciones.

Las elecciones parlamentarias de 2005 tuvieron lugar en la República Islámica de Afganistán el 18 de septiembre de 2005 para elegir a los miembros de la cámara baja del parlamento y a los representantes de los Consejos provinciales de las 34 Provincias de Afganistán.
El número de electores ascendía a aproximadamente 12 millones, se elegían representantes de cada provincia para los 249 escaños al Wolesi Jirga (cámara baja), repartidos según el número de habitantes. Hubo 2.707 candidatos al parlamento, (328 mujeres y 2.379 hombres), todos independientes; la ley actual no reconoce a los partidos políticos y no hubo candidatos por lista. Debido a la ausencia de partidos, es posible que sean electos representantes con muy poca experiencia en política o con perfil y posiciones desconocidas. Algunos candidatos fueron financiados por partidos políticos y pudieron realizar campañas más costosas que las de otros. Dado el alto porcentaje de electores que no leen ni escriben, se asoció al nombre de cada candidato una serie de íconos para que estos pudieran ser reconocidos. Estos iconos fueron asignados por las autoridades electorales. Entre los postulados, fueron rechazados 45 candidatos debido a sus conocidas conexiones con grupos armados y debido a que trabajan para el gobierno.
En cada localidad se votó por representantes a la Wolesi Jirga y por representantes a los consejos provinciales. El número de representantes en la Wolesi Jirga es proporcional al número de habitantes. Por ejemplo, la Provincia de Kabul tiene asignados 33 escaños mientras que las más pequeñas provincias tienen dos escaños asignados.
Éstas son las primeras elecciones parlamentarias en Afganistán en 33 años. Luego del gobierno comunista de ocupación rusa, la guerra civil y el gobierno talibán. Luego de la Guerra en Afganistán de 2001, se celebró la Elección presidencial en 2004. Según los acuerdos de Bonn de 2001, las elecciones parlamentarias debían tener lugar en junio de 2004. Sin embargo, la situación de seguridad interna del país hizo que la fecha fuera retrazada de más de un año. La seguridad fue todavía un problema importante durante estas elecciones parlamentarias. Los grupos talibán amenazaron a votantes y electores y varios candidatos fueron asesinados antes de la fecha de la elección.
Un cuarto de los escaños 68 de ellos están reservados para mujeres y 10 para la minoría Kuchi. Estos son mínimos, de manera que podría resultar electo un número mayor de representantes de estos grupos.
Los 102 miembros de la Meshrano Jirga, la cámara alta, serán elegidos por los consejos provinciales. Se espera que los resultados preliminares sean anunciados a principios de octubre de 2005, y los resultados finales hacia mediados de octubre de 2005. La participación de electores en esta elección fue de cerca de 50% de los electores que podían participar. Esta cifra representa 20% de disminución con respecto a la elección presidencial de 2004.

## Observación electoral
Los reportes de la organización de observación electoral Asian Network for Free Elections (ANFREL), basada en Bangkok, que coordinó a los grupos de observación electoral internacionales durante estas elecciones, indican que hay un gran esfuerzo a emprender para informar y educar a los electores. Según esta organización buena parte de la abstención puede ser atribuida a la falta de información sobre los candidatos, sobre el objetivo de estas elecciones y su importancia. Entre las anomalías observadas, la más importante fue la diferencia notable entre las campañas de los candidatos pudientes y de los candidatos pobres, recomendando que se establezcan límites en el costo de las futuras campañas electorales. También se observaron actos aislados de intimidación hacia candidatas y electoras.